# Valerio Lualdi
Valerio Lualdi (Busto Arsizio, 31 agosto 1951) è un ex ciclista su strada italiano.
Professionista dal 1973 al 1984, nel corso della sua carriera si dedicò principalmente a ruoli di gregariato.

## Carriera
Passò professionista nel 1973 con la Brooklyn, squadra italiana diretta da Franco Cribiori e capitanata da Roger De Vlaeminck. Dopo quattro stagioni, nel 1977 passò alla Sanson di Francesco Moser e nel 1978 alla Bianchi-Faema diretta da Giancarlo Ferretti. Proprio nel 1978 si aggiudicò due corse molto importanti del calendario italiano, il Giro del Veneto e il Giro di Romagna. In quello stesso anno prese peraltro prese parte al Giro d'Italia, vinto dal compagno di squadra Johan De Muynck, concludendolo al 19º posto, suo miglior risultato; disputò poi il campionato del mondo sul circuito del Nürburgring in appoggio a Francesco Moser, tagliando il traguardo in settima posizione.
Per le sue buone qualità nel mettersi al servizio degli altri fu convocato in Nazionale anche per i due seguenti mondiali, quello di Valkenburg e quello Sallanches, ma in entrambi i casi si ritirò. Nel 1979 vinse la Coppa Bernocchi, classica con arrivo a Legnano. Si ritirò dall'attività agonistica nel 1984: in quindici stagioni tra i pro partecipò a dieci Giri d'Italia, portandone nove a termine, e a quattro Tour de France (due quelli conclusi).

## Palmarès
- 1972 (dilettanti)

Piccola Tre Valli Varesine
2ª tappa Giro Ciclistico d'Italia (Lido di Savio > Cattolica)
Circuito del Porto-Trofeo Internazionale Arvedi
- 1973 (dilettanti)

Cuneo-Limonetto
- 1978 (Bianchi, due vittorie)

Giro del Veneto
Giro di Romagna
- 1979 (Bianchi, una vittoria)

Coppa Bernocchi

## Piazzamenti

### Grandi giri
- Giro d'Italia

1973: 71º
1975: 47º
1977: 54º
1978: 19º
1979: 24º
1980: 42º
1981: 48º
1982: ritirato
1983: 84º
1984: 110º
- Tour de France

1974: 69º
1976: non partito (13ª tappa)
1979: ritirato (16ª tappa)
1984: 113º

### Classiche monumento
- Milano-Sanremo

1973: 128º
1974: 97º
1976: 84º
1977: 56º
1978: 73º
1979: 62º
1982: 70º
1983: 69º
- Giro delle Fiandre

1974: 53º